# Bisauli
Bisauli è una suddivisione dell'India, classificata come municipal board, di 28.420 abitanti, situata nel distretto di Budaun, nello stato federato dell'Uttar Pradesh. In base al numero di abitanti la città rientra nella classe III (da 20.000 a 49.999 persone).

## Geografia fisica
La città è situata a 28° 19' 13 N e 78° 55' 59 E.

## Società

### Evoluzione demografica
Al censimento del 2001 la popolazione di Bisauli assommava a 28.420 persone, delle quali 14.946 maschi e 13.474 femmine. I bambini di età inferiore o uguale ai sei anni assommavano a 5.289, dei quali 2.742 maschi e 2.547 femmine. Infine, coloro che erano in grado di saper almeno leggere e scrivere erano 13.893, dei quali 8.287 maschi e 5.606 femmine.